# Hans Ellis
Hans Elisson Ellis, född 28 augusti 1927 i Bromma, död 2 januari 1976 i Täby, var en svensk skådespelare och revyartist.
Han var son till skådespelaren Elis Ellis. De är begravda på Danderyds kyrkogård.

## Filmografi
- 1953 – Sommaren med Monika
- 1962 – Raggargänget

## Teater

### Roller
| År   | Roll        | Produktion                           | Regi          | Teater                      |
| ---- | ----------- | ------------------------------------ | ------------- | --------------------------- |
| 1951 |             | Karusellen på Björkeby Sigge Fischer | Sigge Fischer | Tantolundens friluftsteater |
| 1963 | Medverkande | Vi har fyr för oss, revy Bros. Corp. | Ragnar Sörman | Boulevardteatern            |